# Lapockaemelő izom

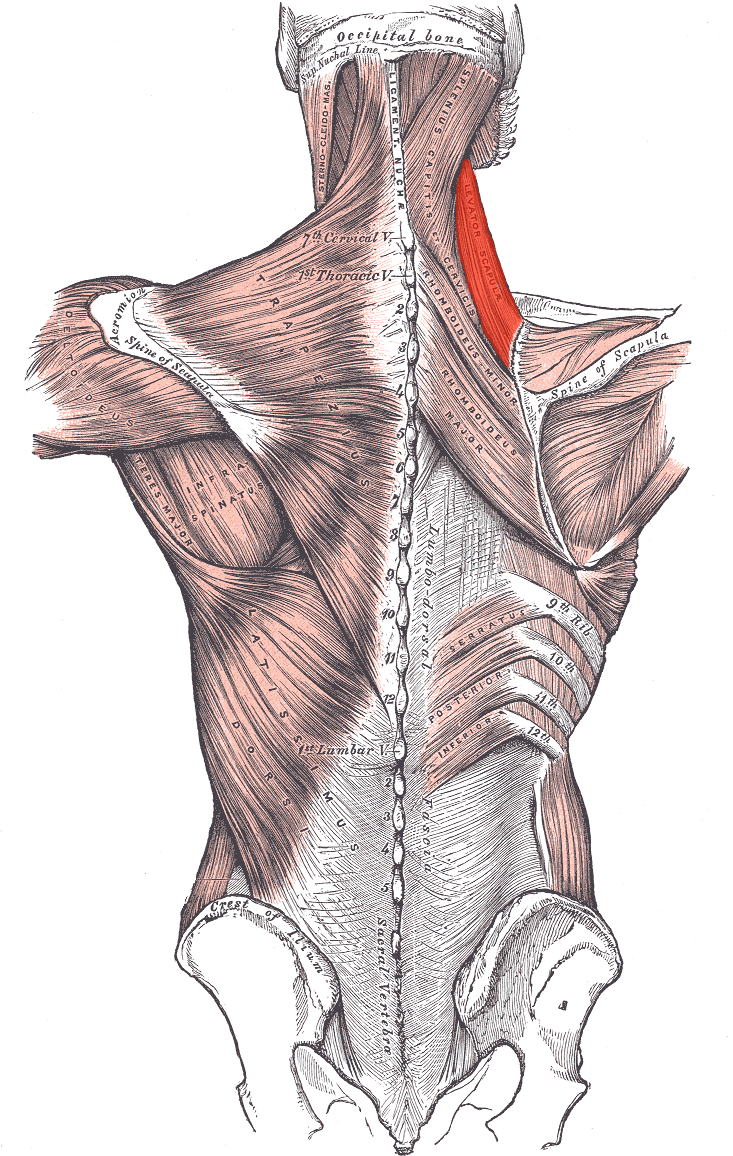
A vörössel jelölt izom a lapockaemelő

A lapockaemelő izom (musculus levator scapulae) egy izom az ember lapockájánál (scapula).

## Eredés, tapadás, elhelyezkedés
Az 1-4-es nyaki csigolya (vertebra cervicalis) processus transversus vertebrae nevű részének a tuberculum posterius vertebrae cervicalis nevű részéről ered. A lapocka angulus superiorán tapad.

## Funkció
Emeli a lapockát és lefelé dönti a cavitas glenoidalist.

## Beidegzés, vérellátás
A nervi cervicales és a nervus dorsalis scapulae idegzi be és a arteria dorsalis scapulae látja el vérrel.